# John Powell
För den amerikanske geologen, se John Wesley Powell
John Powell, född 18 september 1963 i London, är en brittisk kompositör av filmmusik. Han blev känd under senare delen av 1990- och in på 2000-talet då han gjorde musiken till ett flertal animerade filmer och samarbetade med regissörer som Doug Liman och Paul Greengrass. För musiken till filmen Draktränaren fick han sin första Oscarsnominering vid Oscarsgalan 2011.

## Filmografi
- 1990 – Stay Lucky (TV-serie)
- 1994 – The Wild Heels
- 1996 – Yrke: Polis (TV-serie)
- 1996 – Human Bomb
- 1997 – Face/Off
- 1998 – Antz (med Harry Gregson-Williams)
- 1998 – With Friends Like These...
- 1998 – Endurance
- 1999 – Chill Factor
- 1999 – Ödets makt
- 2000 – Flykten från hönsgården (med Harry Gregson-Williams)
- 2000 – Vägen till El Dorado (med Hans Zimmer)
- 2001 – Evolution
- 2001 – I Am Sam
- 2001 – Just visiting
- 2001 – Rat Race
- 2001 – Shrek (med Harry Gregson-Williams)
- 2002 – The Bourne Identity
- 2002 – D-Tox
- 2002 – Drumline
- 2002 – Pluto Nash
- 2002 – Two Weeks Notice
- 2003 – Agent Cody Banks
- 2003 – Gigli
- 2003 – Paycheck
- 2003 – Stealing Sinatra
- 2003 – The Italian Job
- 2004 – Alfie
- 2004 – Mr. 3000
- 2004 – The Bourne Supremacy
- 2005 – Be Cool
- 2005 – Mr. & Mrs. Smith
- 2005 – Robotar
- 2006 – Ice Age 2
- 2006 – United 93
- 2006 – X-Men: The Last Stand
- 2006 – Happy Feet
- 2007 – The Bourne Ultimatum
- 2007 – Stop-Loss
- 2007 – P.S. I Love You
- 2008 – Horton
- 2008 – Jumper
- 2008 – Kung Fu Panda (med Hans Zimmer)
- 2008 – Hancock
- 2008 – Bolt
- 2009 – Ice Age 3: Det våras för dinosaurierna
- 2010 – Green Zone
- 2010 – Knight and Day
- 2010 – Fair Game
- 2010 – Draktränaren
- 2011 – Milo mot Mars
- 2011 – Rio
- 2011 – Kung Fu Panda 2 (med Hans Zimmer)
- 2011 – Happy Feet 2
- 2012 – Lorax
- 2012 – Ice Age 4: Jorden skakar loss
- 2014 – Rio 2 – Prövar vingarna i Amazonas
- 2014 – Draktränaren 2
- 2015 – Pan
- 2016 – Jason Bourne
- 2017 – Tjuren Ferdinand
- 2018 – Solo: A Star Wars Story
- 2019 – Draktränaren 3
- 2020 – The Call of the Wild – Skriet från vildmarken
- 2022 – Don't Worry Darling
- 2023 – Änder!
- 2024 – Enhörningen Thelma
- 2025 – Draktränaren